# Corroy
Corroy| é uma comuna francesa na região administrativa de Grande Leste, no departamento de Marne. Estende-se por uma área de 19,97 km². Em 2010 a comuna tinha 164 habitantes (densidade: 8,2 hab./km²).